# Catoplatus
Catoplatus is een geslacht van wantsen uit de familie netwantsen (Tingidae). Het geslacht werd voor het eerst wetenschappelijk beschreven door Spinola in 1837 .

## Soorten
Het genus bevat de volgende soorten:
- Catoplatus anticus (Reuter, 1880)
- Catoplatus bletoni Vidal, 1937
- Catoplatus brevicornis Akramovskaja & Golub, 1973
- Catoplatus carthusianus (Goeze, 1778)
- Catoplatus citrinus Horváth, 1897
- Catoplatus crassipes (Fieber, 1861)
- Catoplatus dilatatus (Jakovlev, 1880)
- Catoplatus dispar Drake & Maa, 1954
- Catoplatus disparis Drake and Maa, 1954
- Catoplatus distinctus Montandon, 1895
- Catoplatus fabricii (Stål, 1873)
- Catoplatus fulvicornis (Jakovlev, 1890)
- Catoplatus guentheri Golub, 2007
- Catoplatus hilaris Horváth, 1906
- Catoplatus horvathi (Puton, 1879)
- Catoplatus immarginatus Golub, 1974
- Catoplatus josifovi Golub, 2008
- Catoplatus leucus Kiritshenko, 1914
- Catoplatus longipes Péricart, 1984
- Catoplatus mamorensis Bergevin, 1922
- Catoplatus minor Stusak, 1975
- Catoplatus nigriceps Horváth, 1905
- Catoplatus olivieri (Puton, 1873)
- Catoplatus tricornis Golub, 1974